# Bormida (település)
Bormida (ligur nyelven Bormia) település Olaszországban, Liguria régióban, Savona megyében. Lakosainak száma 327 fő (2023. január 1.). Bormida Calice Ligure, Calizzano, Mallare, Osiglia, Pallare és Rialto községekkel határos.

## Népesség
A település népességének változása:
| Lakosok száma | 391  | 382  | 327  |
|               | 2017 | 2018 | 2023 |